# فرانشيسكو وجوزيبي داتارو
فرانشيسكو داتارو (1495 - 1576) وابنه جوزيبي داتارو (1540 - 1616) البنـّاءان الرئيسيان لدى أهم عائلة معماريين كريمونية بالقرن الخامس عشر. بدأ آل داتارو نشاطهم في بناء كاتدرائية كريمونا، الانضمام الرسامين وأعضاء مجلس الوزراء القرارات أسرة ساكا، والمهندس انطونيو ميلوني.